# Ismihan Sultan
Ismihan Sultan, död 1585, var en osmansk prinsessa, syster till sultan Murad III.
Hon beskrivs som en av rikets mäktigaste kvinnor, vid sidan av sin mor och de tre haremskvinnorna Hubbi Hatun, Canfeda Hatun och Raziye Hatun. Tillsammans med sin mor Nurbanu sultan utövade hon inflytande över sin bror sultanen. Hon och hennes mor motarbetade Safiye Sultans inflytande över politiken.  